# Kurt Lölhöffel von Löwensprung
Hans Paul Kurt Lölhöffel von Löwensprung (* 20. Juli 1844 in Preußisch Stargard; † 20. Mai 1916 in Wiesbaden) war ein preußischer Generalmajor im Deutschen Heer und zeitweise Offizier der Kaiserlichen Marine.

## Leben

### Herkunft
Kurt Lölhöffel von Löwensprung war das siebte und letzte Kind des preußischen Oberstleutnants Friedrich Wilhelm Lölhöffel von Löwensprung (1796–1882) und dessen Ehefrau Johanne geb. Rehbach (1815–1882). Sein drei Jahre älterer Bruder war der preußische Generalmajor Adolf Lölhöffel von Löwensprung.

### Militärkarriere
Am 2. Mai 1863 wurde er vom Kadettenkorps als charakterisierter Portepee-Fähnrich dem 3. Ostpreußischen Grenadier-Regiment Nr. 4 überwiesen. Am 11. Oktober 1864 wurde er zum Seconde-Lieutenant und am 20. August 1870 zum Premier-Lieutenant ernannt. Er nahm an den Feldzügen 1866 und 1870/71 teil. Am 15. September 1877 wurde er zum Hauptmann und Kompaniechef im 1. Hannoverschen Infanterie-Regiment Nr. 74 befördert. Dort schied er am 14. Juli 1883 aus und wechselte in die Marine zum I. Seebataillon in Kiel. Ab 1. Juli 1885 war er Vorstand der Bekleidungskammer der Marinestation der Ostsee. Am 14. Februar 1888 mit dem Charakter als Major (Patent am 19. September 1888) ausgezeichnet, übernahm er zeitgleich die Führung des 1. Halbbataillons des I. Seebataillons.
Am 1. April 1889 wurde er zum Kommandeur des I. Seebataillons der Kaiserlichen Marine in Kiel ernannt. Dort erfolgte auch die Beförderung zum Oberstleutnant am 17. Oktober 1893. Am 14. Mai 1894 schied er aus dem Posten der Seebataillonskommandeurs aus der Marine aus und trat als etatmäßiger Stabsoffizier zur Armee in das 5. Badischen Infanterie-Regiment Nr. 113 über. 1894 wurde er mit dem Kronen-Orden 3. Klasse ausgezeichnet. Ende März 1897 wurde er zum Oberst und Kommandeur des 8. Thüringischen Infanterie-Regiments Nr. 153 befördert. Krankheitsbedingt war er gezwungen, im Mai 1899 um seinen Abschied zu bitten. Dieser wurde ihm am 22. Mai bewilligt. Am 18. Februar 1907 wurde Lölhöffel von Löwensprung der Charakter als Generalmajor verliehen.

### Familie
Kurt Lölhöffel von Löwensprung heiratete am 9. April 1870 im westpreußischen Culm Antonie Caroline Elise Lehmann (1851– nach 1916), Tochter des Domänenpächters Friedrich Ludwig Lehmann. Kinder sind aus dieser Ehe nicht bekannt. 